# شیوون هیز
شیوون هیز (انگلیسی: Siobhan Hayes؛ تلفظ: /ʃᵻˈvɔ:n/، زادهٔ ۲۳ آوریل ۱۹۷۵) هنرپیشه اهل بریتانیا است.

## فیلم‌شناسی
- شهر هالبی
- مارپل آگاتا کریستی
- خانواده من
- آیریس
- تیم کوری
- گوشت و خون